# 獵戶之劍
獵戶之劍是在獵戶座的一個緻密星群。它由伐一（獵戶座42）、伐二（獵戶座θ）和伐三（獵戶座ι）這三顆星與M42（獵戶座大星雲）組成；它們一起被認為是獵戶的劍或鞘。這個星群位於另一個顯著的星群， 獵戶腰帶 的南邊。在歐洲佔主導地位的寓言和古老信仰，廣泛地受到希臘和羅馬敘事的影響。在歐洲之外，這個星群被廣泛的當做武器來引用，就像大多數文化認為獵戶座非常明亮、突出而不對稱的七顆星被人們看成"沙漏"。

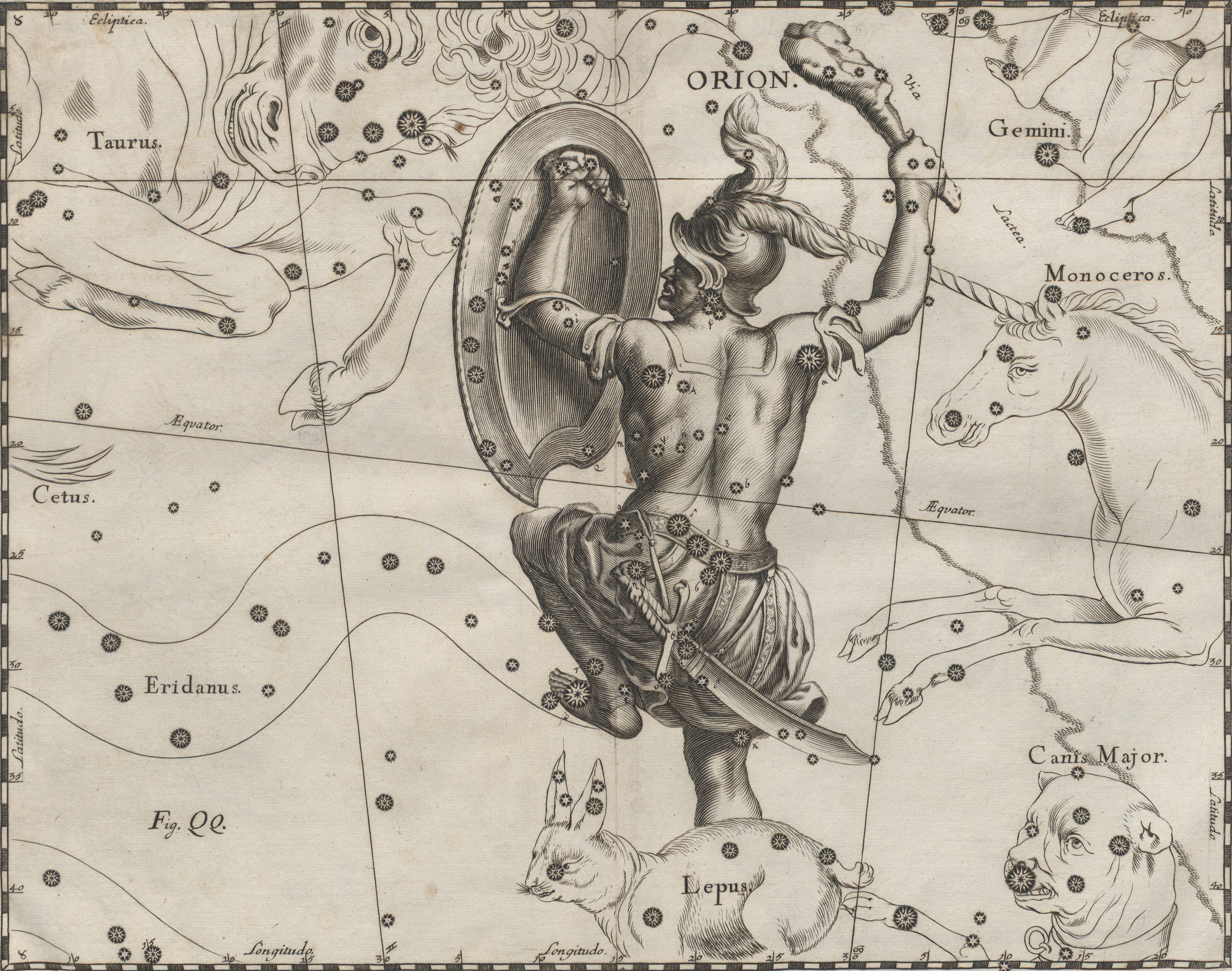
獵人與獵戶座相結合的星座插畫。

## 成員

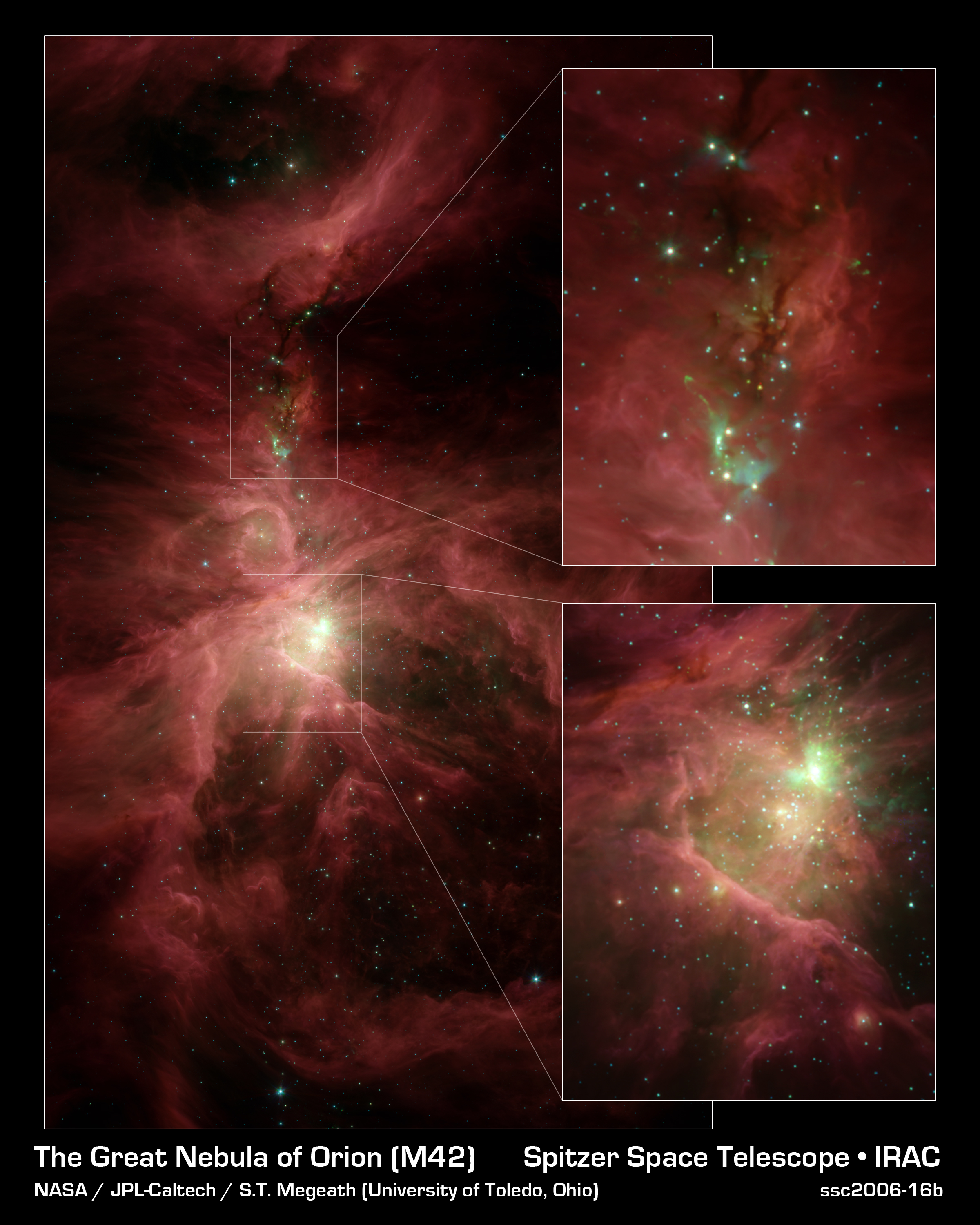
獵戶座大星雲和周圍的恆星組成的獵戶之劍。星雲擁有一個恆星苗圃，有許多炙熱且年輕的恆星誕生，使獵戶之劍顯得非常獨特。

### 獵戶座大星雲
獵戶座大星雲由最靠近我們的星雲之一組成，是個巨大的分子雲（直徑30-40光年），距離太陽系大約1,300光年（因此，是在銀河系內）。這也使它成為可能是最接近地球的電離氫區，一個氫已被附近炙熱、年輕恆星電離的區域。像獵戶座大星雲這樣的區域稱為恆星苗圃，誕生與孕育著多顆年輕的恆星。這也是本星群的標誌。

### 主星
伐一 （獵戶座42）也稱為獵戶座c ，位於獵戶最大星雲的北半部，是一顆B1V型的恆星。 伐二（獵戶座θ）的位置在星雲的中心，實際上是多顆恆星組成的多星系統。 伐三 （獵戶座ι）位於獵戶座大星雲的南半部，是這個星群中最亮的恆星。 伐三的光譜顯示是會變光的聯星系統，光譜類型是O9III。

## 科學研究
鑒於M42的科學意義，獵戶之劍是研究恆星和原恆星的熱門場所。O'dell等人使用哈伯太空望遠鏡專注於識別星雲以前看不見的特徵，如高電離衝擊、緻密源和原行星盤。有一些研究集中在劍的整體。戈麥斯（Gomez）和萊達（Leda）發現，該地區只有不到一半的OB和H+星與定義良好的恆星星團有關。這種位置的相似性，以及附近分子雲中的高恆星形成率和氣體壓力，證實了先前的觀點：舊的前景OB型恆星觸發了在這個雲中的恆星形成 。

## 歷史和文化中的參照
希吉努斯在他的天文的詩歌中，描述獵戶座有三顆微弱的星星，其中就描寫了獵戶之劍。阿拉托斯也詳細闡述了獵戶座，宣稱："如果有人在晴朗的夜晚沒能在天空中看到獵戶座，就不應該指望當他凝視著天空時，能看到任何更燦爛的東西。西塞羅和日耳曼尼庫斯，阿拉托斯的Phaenomena的翻譯者將拉丁文的表示為"劍"。阿拉伯天文學家也將這個星群視為一把劍（ ），稱為威力強大的劍或巨人之劍。獵戶座是歐洲和中國文化中為數不多具有同樣身分的星座之一，以參為名的獵人和戰士。中國天文學家將劍作為參宿中的一個星官，稱為伐。
在納馬人的神話中，納米比亞和西方的開普敦，在民間傳說中這把劍是是天神的女兒昴宿星團丈夫（以獵戶座西南的參宿七為代表）的箭。當他射向三隻斑馬（獵戶腰帶）時失手了，但因為這支箭靠近一隻兇猛的獅子（以參宿四代表），使他不敢取回箭。因此，他飽受飢寒之苦卻羞於返家。就區域來看，獵戶座出現時盛行的寒風就來自這一方向。東面的茨瓦納人傳統上稱星雲為異常明亮的星雲，和它的同伴（dintsa le Dikolobe）為三隻狗追逐三隻豬（獵戶腰帶）。獵戶在座在天空中是突出的，為所有的神話提供了原因：為什麼豬和各種物件都會在同一個季節中出現。

## 圖集

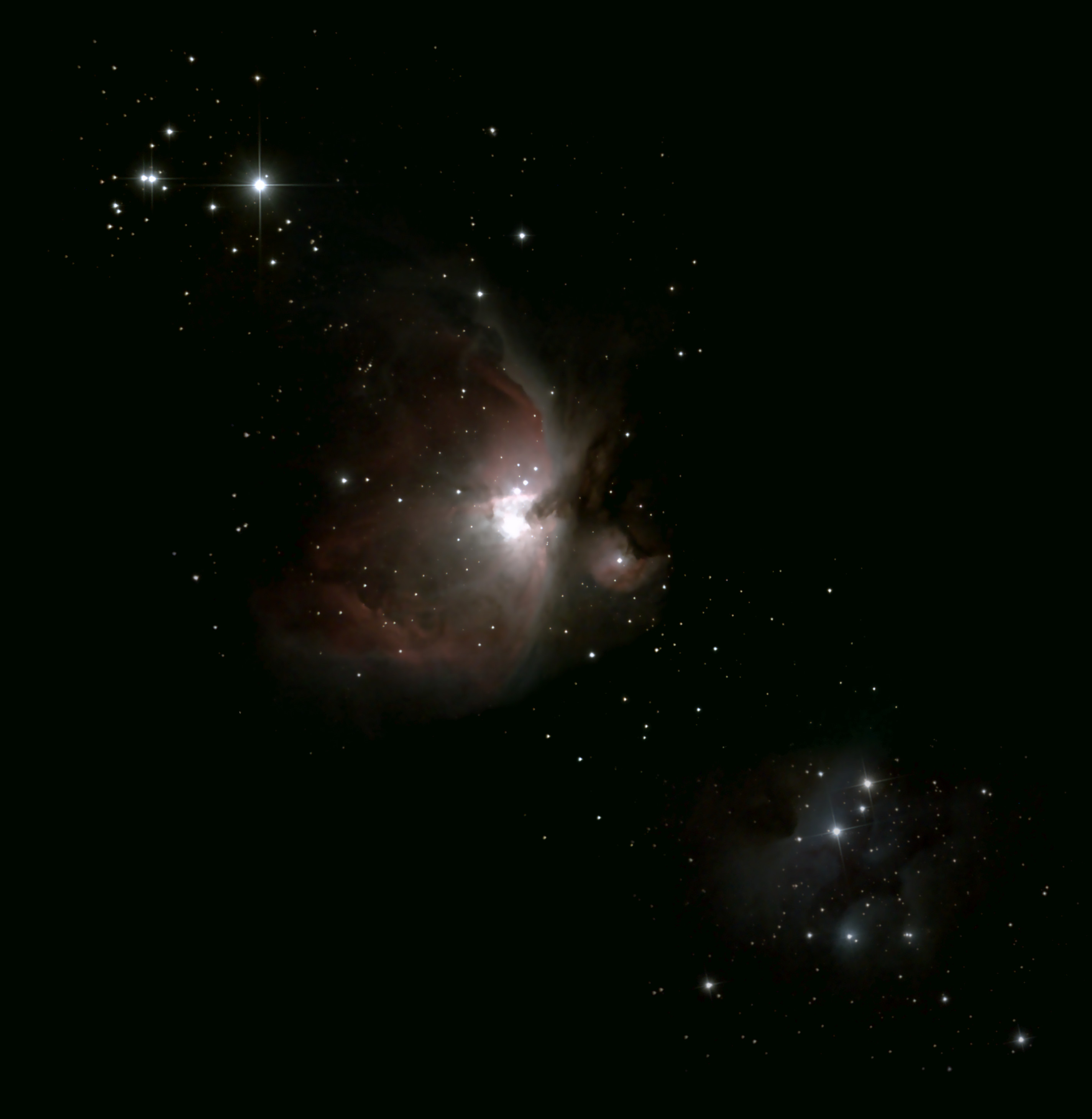
從澳大利亞觀察到的獵戶之劍（使用Unistellar eVscope 進行拼接3個觀測的結果）。

|  |  |
|  |  |

## 註解
1. 1 2  . earthsky.org.   [2017-05-01]. （原始内容存档于2021-03-26） （美国英语）.
2. ↑  . www.noao.edu.   [2017-05-01]. （原始内容存档于2019-09-04）.
3. ↑  . SIMBAD. 斯特拉斯堡天文資料中心.
4. ↑  . SIMBAD. 斯特拉斯堡天文資料中心.
5. ↑  . SIMBAD. 斯特拉斯堡天文資料中心.
6. ↑  O'dell, C.R.; Wen, Zheng; Hu, Xihai. . Astrophysical Journal. 1993, 410 (2): 696–700. Bibcode:1993ApJ...410..696O. doi:10.1086/172786.
7. 1 2  Gomez, Mercedes; Lada, Charles. . The Astronomical Journal. 1998, 115 (4): 1524–1535. Bibcode:1998AJ....115.1524G. doi:10.1086/300276.
8. ↑  Hard, Robin. . Oxford, UK: Oxford World Classics. 2015: 102. ISBN 978-0-19-871698-3.
9. ↑  Hard, Robin. . Oxford, UK: Oxford World's Classics. 2015: 146–147. ISBN 978-0-19-871698-3.
10. ↑  Allen, R. H. . New York: G. E. Stechert. 1899: 316.
11. ↑  Grotius, H. . Leyden. 1600.
12. ↑  Metlitzki, Dorothee. . Yale University Press. 2005: 79.
13. ↑  Ridpath, Ian. . James Clarke and Co Ltd. 1989. ISBN 0718826957.
14. 1 2  title=South African star myths |date=2015-08-18 |work=Royal Museums Greenwich |access-date=2017-04-12 }}